# Meduna (Fluss)

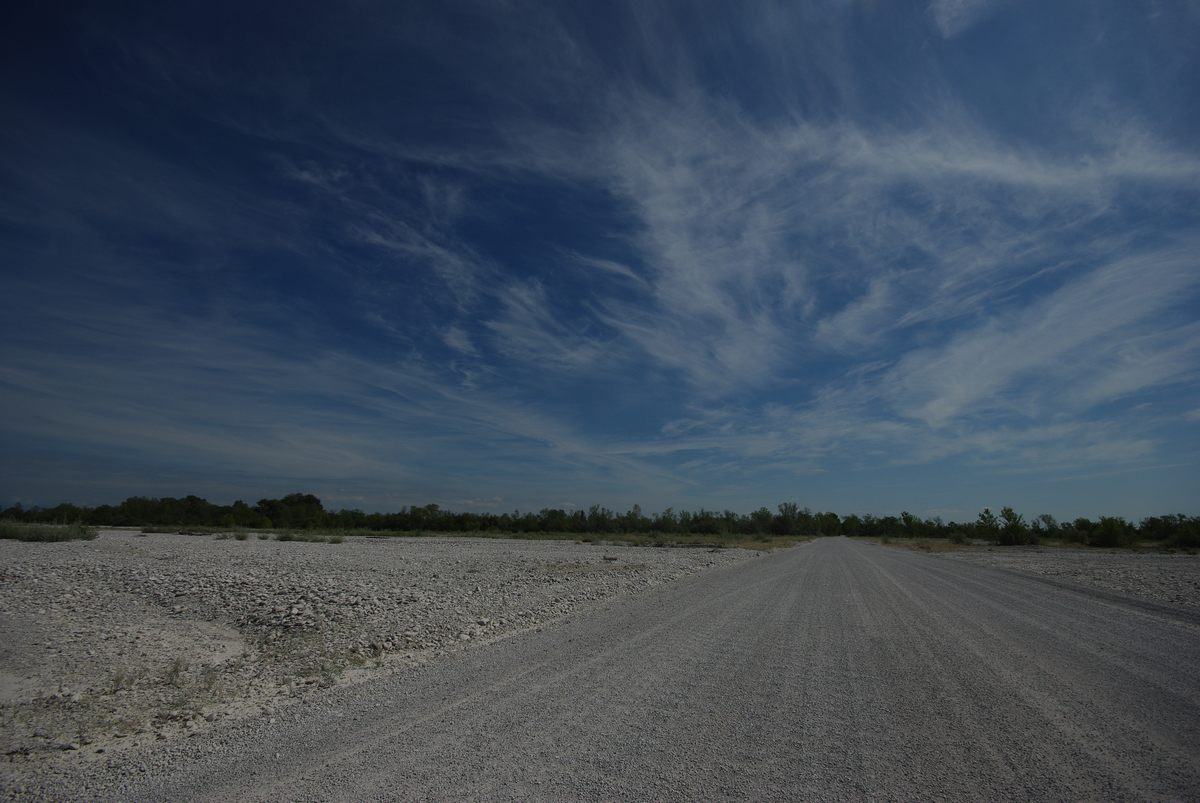
Trockenes Flussbett des Meduna bei Vivaro, Strada Provinciale 27

Der Meduna (auf furlanisch Midune, örtlich Miduna) ist ein Fluss in Friaul-Julisch Venetien im Nordosten von Italien. Der linksseitige Nebenfluss der Livenza ist etwa 80 km lang und hat im Mittellauf eine charakteristische Versickerungsstrecke in der venezianischen Tiefebene:

„Da laufen ein paar Bäche munter zu einem breiten Fluss zusammen, verschwinden etwa östlich von Maniago plötzlich im kiesigen Erdreich und tauchen als Meduna-Fluss kurz vor Pordenone wieder auf.“

Auch sein längster Nebenfluss, der Cellina, der vom Monte Pramaggiore kommend westlich von Maniago die Venetianische Ebene erreicht, versickert, und mündet in der Wiederaustrittsquelle.
Der Meduna mündet dann bei Ponti di Tremeacque, Gemeinde Prata di Pordenone, in die Livenza.